# Aquilegia flabellata
Aquilegia flabellata (Siebold & Zucc., 1845) è una pianta perenne appartenente alla famiglia delle Ranunculaceae, originaria di Estremo Oriente russo, Corea e Giappone.

## Etimologia
L'origine del nome del genere (aquilegia) non è chiaro. Potrebbe derivare da Aquilegium (cisterna) o Acquam legere (raccoglitore d'acqua) per la forma particolare che ha la foglia nel raccogliere l'acqua piovana; come anche da aquilina (piccola aquila) a somiglianza dei rostri dell'aquila. Resta comunque il fatto che il primo ad usare tale nome sia stato il Tragus (altro botanico del 1600), e quindi il Tournefort (Joseph Pitton de Tournefort 1656 - 1708, botanico francese) e definitivamente Linneo che nel 1735 sistemò il genere nella sua Polyandria pentagyna.
L'epiteto specifico flabellata deriva dal latino flabellum, ossia ventaglio.

## Descrizione
Aquilegia flabellata si sviluppa fino ai 20–30 cm in altezza. Ha foglie leggermente glauche e divise. All'inizio dell'estate, produce dei fiori color blu pallido, blu-violaceo o lavanda di circa 3 cm di larghezza, con petali bianco crema.

## Distribuzione e habitat
Questa specie è nativa dell'Asia orientale ed è particolarmente diffusa in Giappone e Corea.

## Coltivazione
Questa pianta a crescita bassa è adatta alla coltivazione in giardino alpino o in giardino roccioso. Numerose cultivar sono state selezionate per uso ornamentale. Le varietà compatte A. flabellata var. pumila ed A. flabellata var. pumila f. alba hanno guadagnato l'Award of Garden Merit della Royal Horticultural Society.